# PKS (zespół muzyczny)
PKS – polska grupa punkrockowa pochodząca z Trójmiasta, powstała w 1979 roku.
Podstawowy skład tworzyli: 
- Iwan – śpiew,
- Lolo – gitara
- Kora – bas
- Sex – perkusja (brat Iwana), zmarł tragicznie w listopadzie 2008

## Dyskografia
Bootlegi:
- Koncert '82 – MC (Kaseta Tapes 1996) – na kasecie były również solowe nagrania Macieja „Bruneta” Wilińskiego z grupy Deadlock oraz nagrania z koncertu zespołu Kryzys.